# Maria e o Cangaço
Maria e o Cangaço é uma minissérie brasileira produzida pelo Disney+ em parceria com a Cinefilm. A série é inspirada no livro Maria Bonita: Sexo, Violência e Mulheres no Cangaço, de Adriana Negreiros e estreou em 4 de abril de 2025 no streaming.
Criada por Sérgio Machado, conta com roteiro de Sérgio Machado, Armando Praça, Letícia Simões e Sandra Delgado, com colaboração de Juliana Antunes, sob direção de Sérgio Machado, Thalita Rubio e Adrian Tejido.
Estrelada por Isis Valverde e Júlio Andrade nos papéis principais a produção conta com Rômulo Braga, Thainá Duarte, Jorge Paz e Chandelly Braz no elenco. 

## Enredo
Muito antes de entrar para a história como Maria Bonita, a mulher que desafiou o sertão ao lado de Lampião, Maria de Déa era uma jovem marcada pela coragem e pela vontade de existir com voz própria em um mundo dominado pela violência e pela opressão masculina. Em um tempo em que ser mulher significava obediência e silêncio, ela ousou seguir um caminho impensável: juntar-se ao grupo mais temido do Nordeste, tornando-se a primeira mulher a integrar o bando de cangaceiros.
Ao lado de Lampião, Maria encontrou não apenas o amor, mas também o peso de viver à margem da lei — um cotidiano feito de emboscadas, fugas, e lutas pela sobrevivência. Mas quando descobre estar grávida, sua jornada toma um rumo inesperado. Submetida à regra implacável do cangaço, é obrigada a entregar sua filha para ser criada por outra pessoa, arrancando-lhe não só o direito à maternidade, mas também parte de sua alma.
Dividida entre o compromisso com o cangaço e o desejo profundo de estar com a filha, Maria enfrenta dilemas que a transformam para sempre. Nesta história contada a partir de sua perspectiva — feminina, intensa e muitas vezes silenciada — conhecemos os últimos anos do cangaço sob o olhar da mulher que se tornou símbolo de resistência, da mãe que foi obrigada a renunciar, e da figura histórica que, entre amor, dor e fúria, se tornaria uma lenda.

## Elenco
- Isis Valverde como Maria Gomes de Oliveira (Maria de Déa/Maria Bonita)
- Júlio Andrade como Virgulino Ferreira da Silva (Lampião)
- Rômulo Braga  como Silvério Batista
- Clébia Sousa como Sila
- Jorge Paz como Cristino Gomes da Silva Cleto (Corisco)
- Mohana Uchôa como Sérgia Ribeiro da Silva (Dadá)
- Geyson Luiz como Zé Bispo
- Chandelly Braz como DonDon
- Ana Paula Bouzas como Dona Déa
- Thainá Duarte como Lourdes
- Dan Ferreira como Curió
- Laila Garin como Federalina
- Nash Laila como Nininha
- Ridson Reis como Macambira
- Rubens Santos como Preá
- Pally como Florência
- Zé Maria como Cassaco
- Ariclenes Barroso como Jacinto
- Bruno Goya como Benjamin Abrahão Botto
- Maycon Douglas como Volta Seca
- Fábio Calamy como Zé Manso
- Amilton Cunha como Vermeio (volante)